# Arizona
Arizona (anglická výslovnost  [ɛərɪˈzoʊnə]IPA nebo [ærɪˈzoʊnə]IPA, oficiálně State of Arizona) je stát nacházející se na jihozápadě Spojených států amerických, v oblasti horských států v západním regionu USA. Arizona, jeden ze států Čtyř rohů, hraničí na východě s Novým Mexikem, na severu s Utahem, na západě s Nevadou a Kalifornií a na jihu s mexickými státy Baja California a Sonora.
Se svou rozlohou 295 234 km² je Arizona šestým největším státem USA, v počtu obyvatel (6,9 milionů) je 14. nejlidnatějším státem a s hodnotou hustoty zalidnění 24 obyvatel na km² je na 33. místě. Hlavním a největším městem je Phoenix se 1,5 milionem obyvatel. Dalšími největšími městy jsou Tucson (530 tisíc obyv.), Mesa (470 tisíc obyv.), Chandler (260 tisíc obyv.), Gilbert (250 tisíc obyv.), Glendale (240 tisíc obyv.) a Scottsdale (240 tisíc obyv.). Nejvyšším bodem státu je vrchol Humphreys Peak s nadmořskou výškou 3852 m v pohoří San Francisco Peaks. Největšími toky řeky Colorado, jež tvoří hranici s Kalifornií a část hranice s Nevadou, a Gila.
V oblasti dnešní Arizony se první španělští průzkumníci objevili na přelomu 30. a 40. let 16. století. Jezuitští misionáři dorazili do regionu ve druhé polovině 18. století. Území bylo součástí místokrálovství Nové Španělsko, od začátku 19. století v rámci provincie Horní Kalifornie. Ta se roku 1821 stala částí samostatného Mexika a od něj získaly region v roce 1848, na základě výsledku mexicko-americké války, Spojené státy. Roku 1850 se oblast stala součástí nově založeného novomexického teritoria, nejjižnější část regionu pořídily USA o tři roky později tzv. Gadsdenovou koupí. V roce 1863 bylo zřízeno vlastní arizonské teritorium, které pravděpodobně získalo svůj název ze starého španělského jména Arizonac (odvozeno z o'odhamského výrazu „alĭ ṣonak“, tj. „malý pramen“), jímž byla původně označena oblast v Sonoře. Arizona se 14. února 1912, jako poslední území kontinentálních Spojených států, stala 48. státem USA.
Arizona je známá svým pouštním klimatem, výjimečně horkými léty a mírnými zimami, ale ve vyšších polohách jsou borovicové lesy a horské louky, které kontrastují s pouštěmi v nížinách. Ve státě se nachází mnoho národních parků (včetně Grand Canyonu), lesů, monumentů a indiánských rezervací.

## Historie
Na území dnešní Arizony jako první Evropan pronikl v letech 1540–1542 španělský conquistador Coronado. V roce 1821 se řídce osídlená španělská provincie Horní Kalifornie stala součástí Mexika, které se zbavilo španělské nadvlády. Mexická provincie přešla pod svrchovanost Spojených států roku 1848 po americko–mexické válce, ve které Mexiko přišlo o polovinu svého území.

## Symboly

### Vlajka
Arizonská vlajka je tvořena listem o poměru stran 2:3, uprostřed má pěticípou hvězdu v barvě mědi. Hvězda zaujímá polovinu výšky vlajkového listu. Spodní polovina vlajky je modrá (ve stejném odstínu jako má vlajka Spojených států amerických, tzv. liberty blue) jako voda řeky Colorado). V horní části vychází z hvězdy střídavě sedm červených a šest žlutých paprsků.

### Další symboly

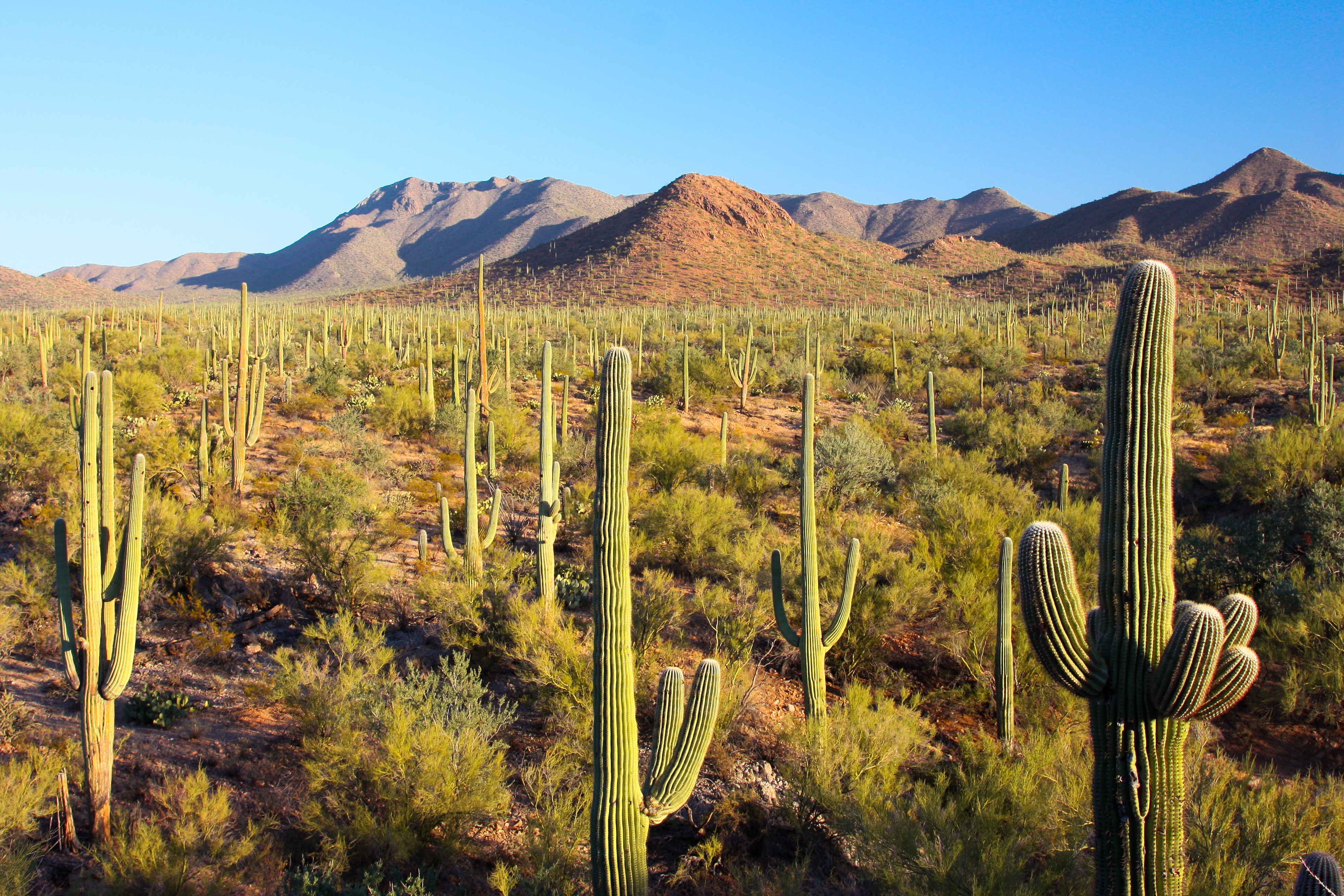
Sonorská poušť s kaktusy saguaro

Mottem státu je „Ditat Deus“, květinou květ kaktusu saguaro, stromem parkinsonie pichlavá, ptákem střízlík kaktusový a písní Arizona.

## Geografie

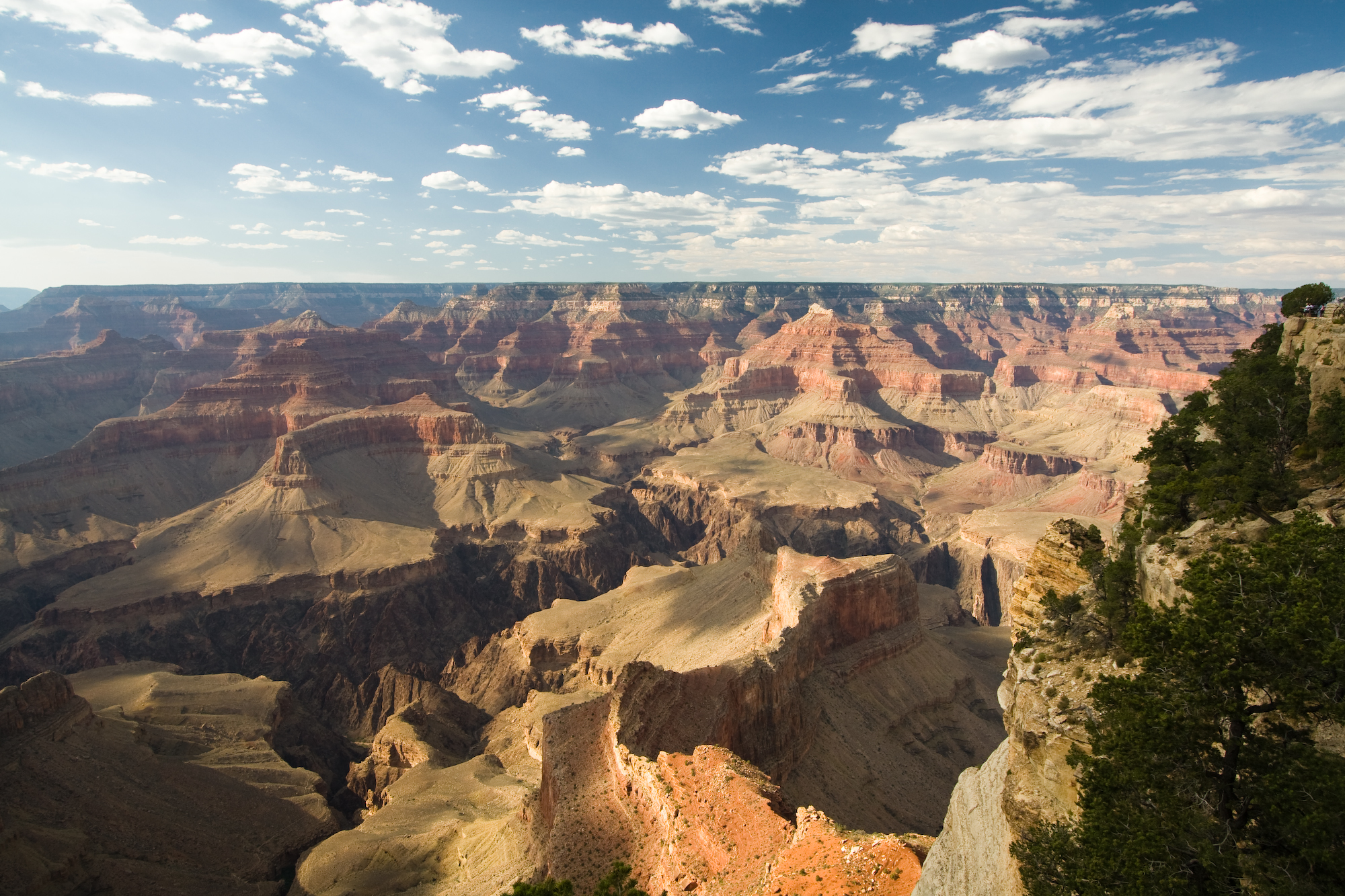
Grand Canyon

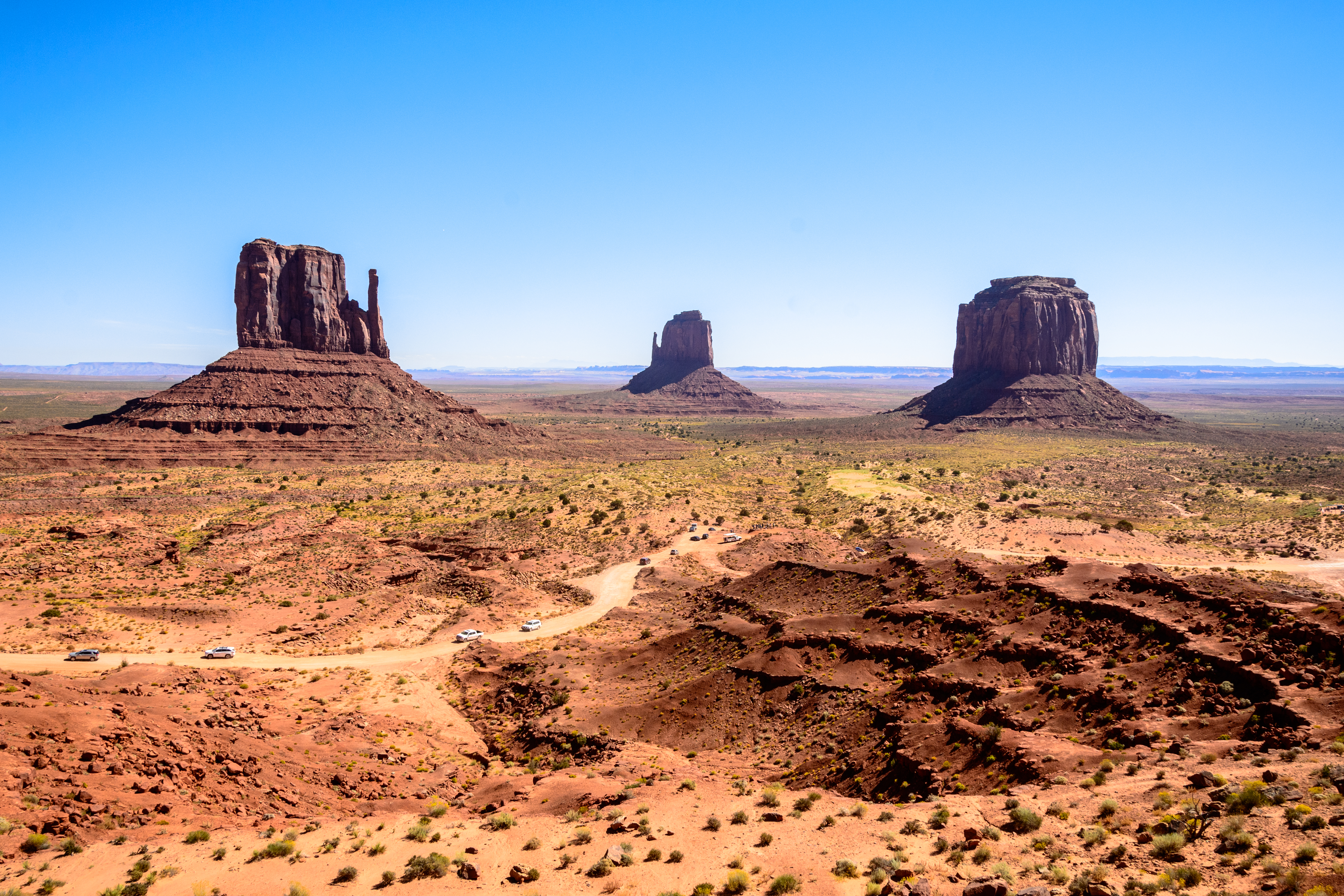
Monument Valley v oblasti Koloradské plošiny v severní Arizoně

Arizona je šestý největší stát Spojených států. Přibližně 15 % z celkové rozlohy (306 000 km²) je v soukromém vlastnictví. Zbytek pokrývají veřejné lesy a parky, rekreační zóny a americké přírodní rezervace.
Arizona je známá pro své pouště, kde je mnoho suchomilných rostlin jako jsou například kaktusy. Také je známá svým klimatem, a to horkými léty a mírnými zimami. Méně známé jsou už borové lesy v severní části státu v oblasti známé jako Koloradská plošina, které ostře kontrastují s pouštěmi na jihu státu. Nejznámější atrakcí státu Arizona je Grand Canyon. Byl vytvořen řekou Colorado, je asi 446 km dlouhý, v nejužší části 6 km a v nejširší části 29 km široký a téměř 2 km hluboký.
V Arizoně se nalézá jeden z nejzachovalejších kráterů vzniklých dopadem meteoritu. Meteor Crater (též Barringerův kráter) se nachází uprostřed Koloradské plošiny, asi 40 km západně od města Winslow. Jeho vyvýšený okraj vystupuje do výšky 46 metrů, samotný kráter je asi 174 metrů hluboký a má asi 1200 metrů v průměru.

## Klimatické podmínky
Kvůli tomu, že Arizona je velký stát a má velké rozdíly v nadmořských výškách, jsou na různých místech rozdílné klimatické podmínky. V nižších nadmořských výškách jsou většinou pouště s horkými léty a mírnými zimami. Od pozdního podzimu do začátku jara tam bývá mírné podnebí s průměrným minimálními teplotami kolem 15 °C. Od listopadu do února mohou být až 4 °C, ale občasné mrazy nejsou neobvyklé. Koncem února začnou teploty stoupat a ve dne je teplo a v noci velmi chladno. Od května do srpna se teploty pohybují od 32 °C do 48 °C, s tím, že teploty občas vystoupí nad 50 °C. Díky velmi suchému klimatu jsou velké rozdíly mez denními a nočními teplotami a to kolem 28 °C v letních měsících.
V severní části státu jsou plošiny s chladnějším podnebím s chladnými zimami a mírnými léty. Občas v zimě díky chladnému větru ze severu klesají teploty až na −20 °C.
Srážky v Arizoně se pohybují kolem 322 mm a přichází ve dvou obdobích dešťů. Studená fronta přichází od Tichého oceánu v průběhu zimy a v létě jsou monzunové deště. Období monzunových dešťů, které probíhá v červenci a srpnu, přináší bouřky a vítr, ale tornáda jsou v Arizoně poměrně vzácná.
V hlavním městě státu Phoenixu se po většinu roku pohybují teploty kolem 35 °C.

## Obyvatelstvo

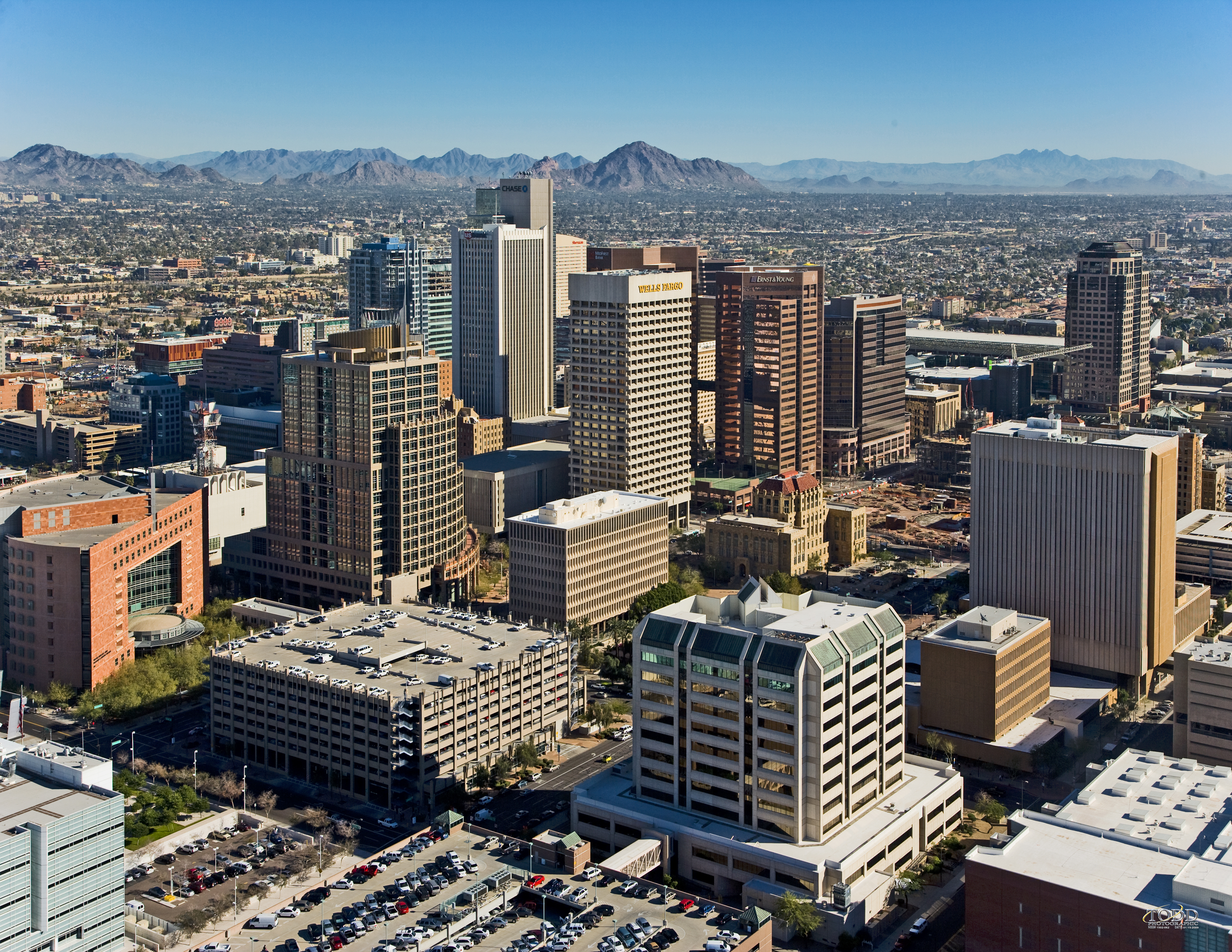
Metropolitní oblast Phoenixu má přes 4 miliony obyvatel

Podle sčítání lidu z roku 2018 zde žilo 7,172 milionů obyvatel. Tento přírůstek zahrnuje jak přirozený přírůstek, tak imigranty. Téměř tři čtvrtiny obyvatel starších pěti let mluví doma pouze anglicky a asi 20 % španělsky. Navažština je třetí nejpoužívanější jazyk s necelými dvěma procenty.
Obyvatelé Arizony jsou většinou konzervativní, v politice se kloní k republikánské straně, velký vliv má zde křesťanská tradice.

### Rasové složení
- 73,0 % Bílí Američané (nehispánští běloši 57,8 % + běloši hispánského původu 15,2 %)
- 4,1 % Afroameričané
- 4,6 % Američtí indiáni
- 2,8 % Asijští Američané
- 0,2 % Pacifičtí ostrované
- 11,9 % Jiná rasa
- 3,4 % Dvě nebo více ras

Obyvatelé hispánského nebo latinskoamerického původu, bez ohledu na rasu, tvořili 29,6 % populace.
Nejpočetnější menšinou ve státě Arizona jsou Mexičané (asi 21 %), dále Němci, Britové a Irové. Některá území poblíž mexických hranic, jako například okres Santa Cruz County, jsou osídlena převážně přistěhovalci z Mexika. V severovýchodní části státu žije mnoho indiánů. Afroameričanů je v Arizoně poměrně málo a většina z nich žije ve Phoenixu, kde se jejich počet od roku 2000 zdvojnásobil.

### Náboženství
Církevní příslušnost obyvatel Arizony je následující:
- křesťané 80 %
  - protestanti 42 %
    - baptisté 9 %
    - metodisté 5 %
    - luteráni 4 %
    - ostatní protestanti 24 %

  - římští katolíci 31 %
  - mormoni 6 %
  - ostatní křesťané 1 %
- jiná náboženství 2 %
- bez vyznání 18 %